# Maandblad voor geestelijke volksgezondheid
Het Maandblad voor geestelijke volksgezondheid (afgekort: MGV) was een Nederlands tijdschrift over de geestelijke volksgezondheid dat van 1946 tot en met 2015 bestond.

## Geschiedenis
In 1946 besloot de Nationale Federatie voor de Geestelijke Volksgezondheid tot het uitgeven van een maandblad, nadat eerder de Mededeelingen van de Nationale Federatie voor de Geestelijke Volksgezondheid waren uitgegeven. Het maandblad verscheen 11 maal per jaar. Vanaf 1969 verscheen het onder de titel MGV. Maandblad geestelijke volksgezondheid, nog steeds als orgaan van de federatie. Vanaf 1972 was het een uitgave van het Nationaal Centrum voor Geestelijke Volksgezondheid, en vanaf 1983 van het Nederlands centrum Geestelijke Volksgezondheid. Vanaf 2008 werd het uitgegeven door het Trimbos-instituut (onderzoeksinstituut op het gebied van GGZ en verslavingszorg). Vanaf 2012 verscheen het zeven maal per jaar, later zes maal per jaar.
In de 69 jaar van haar bestaan was het een toonaangevend maandblad voor de geestelijke gezondheidszorg (ggz), de geestelijke volksgezondheid, de jeugdzorg en de verslavingszorg. De laatste jaren verscheen het onder auspiciën van het Trimbos-instituut. Er verschenen in het blad ook veel artikelen op het grensvlak tussen bovenstaande vier professionele velden en de maatschappij. Daarom werd het blad behalve door zorg-professionals ook door beleidsmakers gelezen. Spraakmakend redactieleden en auteurs waren onder anderen Arend Jan Heerma van Voss en Paul Schnabel. Het aantal abonnees liep de laatste jaren echter hard terug. Een poging van de laatste eindredacteur Regine zum Vörde Sive Vörding om het blad te redden door een parallelle uitgave alleen online uit te geven, mocht niet baten. Een PR-actie in 2014 van de voornaamste auteurs bracht te weinig extra abonnees op. Daarom heeft het Trimbos-instituut in 2015 het blad opgeheven.